# Unterseeboot 617
L'Unterseeboot 617 ou U-617 est un sous-marin allemand (U-Boot) de type VIIC utilisé par la Kriegsmarine pendant la Seconde Guerre mondiale.
Le sous-marin fut commandé le 15 août 1940 à Hambourg (Blohm & Voss), sa quille fut posée le 31 mai 1941, il fut lancé le 14 février 1942 et mis en service le 9 avril 1942, sous le commandement du Kapitänleutnant Albrecht Brandi.
L'U-617 s'échoua près des côtes marocaines après avoir subi l'attaque conjointe d'un avion et d'une corvette britannique, en septembre 1943.

## Conception
Unterseeboot type VII, l'U-617 avait un déplacement de 769 tonnes en surface et 871 tonnes en plongée. Il avait une longueur totale de 67,10 m, un maître-bau de 6,20 m, une hauteur de 9,60 m et un tirant d'eau de 4,74 m. Le sous-marin était propulsé par deux hélices de 1,23 m, deux moteurs diesel Germaniawerft M6V 40/46 de 6 cylindres en ligne de 1 400 cv à 470 tr/min, produisant un total de 2 060 à 2 350 kW en surface et de deux moteurs électriques BBC GG UB 720/8 de 375 cv à 295 tr/min, produisant un total 550 kW, en plongée. Le sous-marin avait une vitesse en surface de 17,7 nœuds (32,8 km/h) et une vitesse de 7,6 nœuds (14,1 km/h) en plongée. Immergé, il avait un rayon d'action de 80 milles marins (150 km) à 4 nœuds (7,4 km/h; 4,6 milles par heure) et pouvait atteindre une profondeur de 230 m. En surface son rayon d'action était de 8 500 milles nautiques (soit 15 700 km) à 10 nœuds (19 km/h).
L'U-617 était équipé de cinq tubes lance-torpilles de 53,3 cm (quatre montés à l'avant et un à l'arrière) qui contenaient quatorze torpilles. Il était équipé d'un canon de 8,8 cm SK C/35 (220 coups) et d'un canon antiaérien de 20 mm Flak. Il pouvait transporter 26 mines TMA ou 39 mines TMB. Son équipage comprenait 4 officiers et 40 à 56 sous-mariniers.

## Historique
Il entre en période d'entraînement à la 5. Unterseebootsflottille jusqu'au 31 août 1942, il est en phase de combat dans la 7. Unterseebootsflottille et dans la 29. Unterseebootsflottille à partir du 1er décembre 1942.
Le sous-marin quitte Kiel le 29 août 1942 pour l'Atlantique Nord.
L'U-617 coule avec ses torpilles le 7 septembre un bateau de pêche des Féroé, au sud de Vik (Islande).
Le 23 septembre 1942, l'U-617 retrouve le convoi SC-100, perdu quelques jours avant pour cause de tempête. Il coule à la torpille trois bâtiments, au sud-ouest de Reykjavik : un pétrolier britannique, un cargo britannique et un cargo belge. Un survivant de ce dernier est fait prisonnier. Le commandant Brandi rend compte de ses succès et communique la position du convoi au Befehlshaber der U-Boote, mais le message n'est pas reçu. En conséquence, aucun U-Boot n'a put venir l'assister. Des mauvaises conditions météo annulent l'opération, le 25 septembre. Le lendemain, l'U-617 signale le convoi Outbound North 131 (ON-131), au sud de l'Islande. Tous les U-Boote reçoivent l'ordre de l'attaquer. Pour l'U-617 celle-ci est sans succès. La troisième torpille touche au but sans exploser. Après un ravitaillement, le sous-marin rentre à Saint-Nazaire.
À partir du 2 novembre 1942, le sous-marin est envoyé en renfort en Méditerranée. L'U-617 passe donc le détroit de Gibraltar pendant la nuit du 7 au 8 novembre 1942.
En décembre 1942, il patrouille dans l'est de la Méditerranée. Le 27 décembre 1942, il torpille et coule un remorqueur britannique, au nord-est de Benghazi (Libye). Il remorquait une barge lorsqu'il fut attaqué.
Le 15 janvier 1943, il coule deux bâtiments, un grec et un norvégien, au large des côtes de la Cyrénaïque au nord-ouest de Derna. Il rentre ensuite à Salamine.
Le 1er février 1943, il coule le dragueur de mines britannique HMS Welshman à l'est de Tobrouk. Quatre jours plus tard, l'U-617 chasse un convoi et coule deux bâtiments norvégiens.
Le 28 août 1943, il prend la mer au départ de Toulon pour sa septième et ultime patrouille. L'U-617 coule un destroyer britannique le 6 septembre 1943, à l'est de Gibraltar.
Dans la nuit du 10 au 11 septembre 1943, un Wellington du 179 Sqn équipé de Leigh light, l'attaque à 100 miles à l'est de Gibraltar, lui lançant six charges de profondeur ce qui lui causa quelques avaries. Trois heures plus tard, un autre Wellington lui lance six autres charges de profondeur, malgré une flak intense. Ces deux attaques l'endommagent tellement qu'il ne pouvait plus plonger. Les bombes utilisées étaient bombes au phosphore. Ces dernières étaient rarement utilisées en mer.
L'U-617 est poursuivi par la corvette HMS Hyacinth, par le chalutier armé Haarlem et par le dragueur de mines australien HMAS Wollongong (en). L'U-617 s'échoua sur les côtes du Maroc, près de Melilla, à la position 35° 38′ N, 3° 27′ O, le 12 septembre 1943. L'U-617 est ensuite détruit par ses poursuivants quelques heures plus tard. L'équipage est interné par les autorités espagnoles, puis rapatrié en Allemagne.

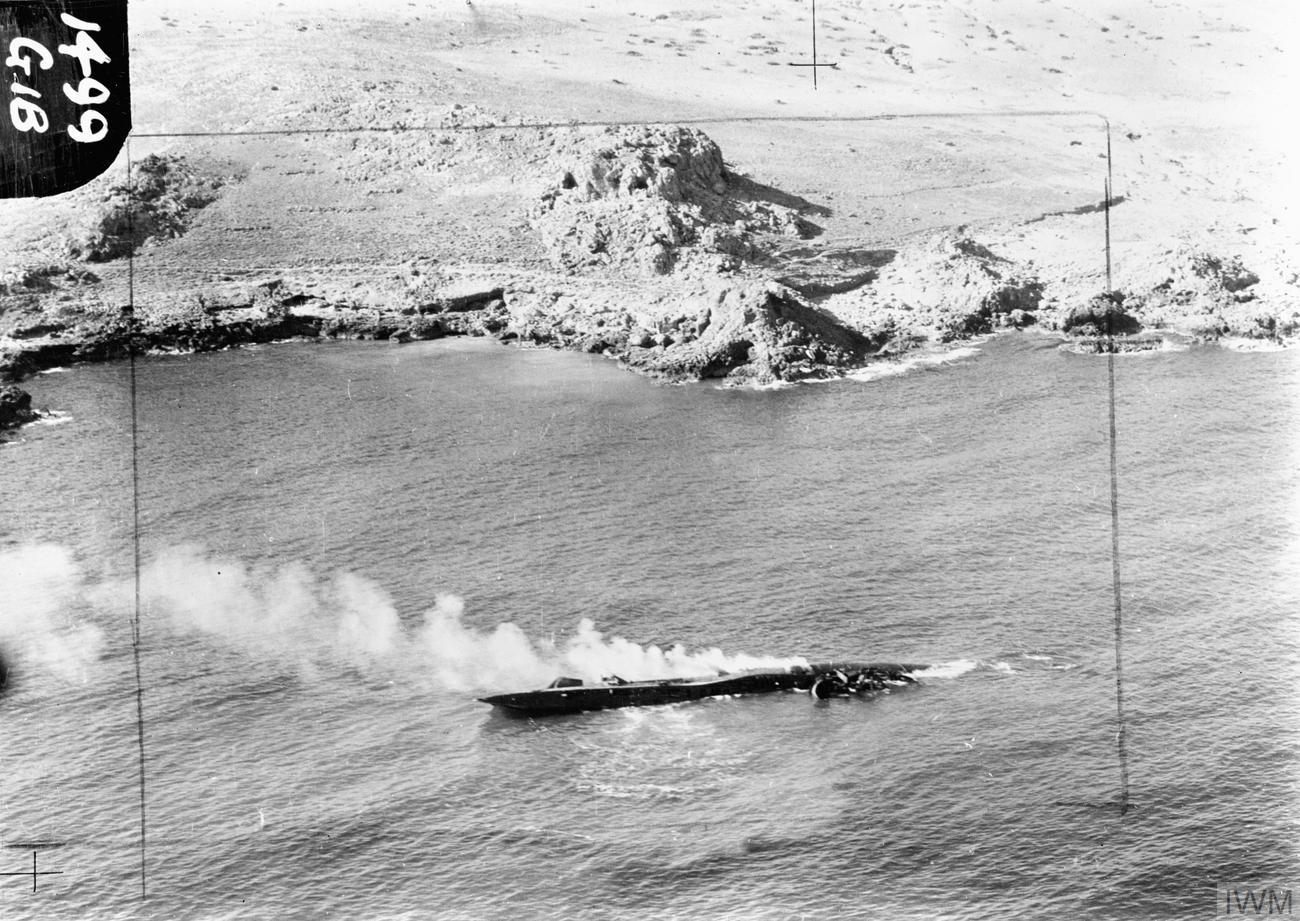
LU-617 en feu, couché de son côté bâbord, au matin du 12 septembre 1943.

Les quarante-neuf membres d'équipage survécurent à ces attaques.

## Affectations
- 5. Unterseebootsflottille du 9 avril 1942 au 31 août 1942 (Période de formation).
- 7. Unterseebootsflottille du 1er septembre 1942 au 30 novembre 1942 (Unité combattante).
- 29. Unterseebootsflottille du 1er décembre 1942 au 12 septembre 1943 (Unité combattante).

## Commandement
- Kapitänleutnant Albrecht Brandi du 9 avril 1942 au 12 septembre 1943 (Croix de chevalier).

## Patrouilles
|       | Commandant             | Départ           | Départ        | Arrivée           | Arrivée       | Jours     | Succès   |
| ----- | ---------------------- | ---------------- | ------------- | ----------------- | ------------- | --------- | -------- |
| 1     | Oblt. Albrecht Brandi  | 29 août 1942     | Kiel          | 7 octobre 1942    | Saint-Nazaire | 40 jours  | 15 079   |
| 2     | Kptlt. Albrecht Brandi | 2 novembre 1942  | Saint-Nazaire | 28 novembre 1942  | La Spezia     | 27 jours  |          |
| 3     | Kptlt. Albrecht Brandi | 21 décembre 1942 | La Spezia     | 17 janvier 1943   | Salamine      | 28 jours  | 6 996    |
| 4     | Kptlt. Albrecht Brandi | 27 janvier 1943  | Salamine      | 13 février 1943   | Pola          | 18 jours  | 7 264    |
| 5     | Kptlt. Albrecht Brandi | 25 mars 1943     | Pula          | 17 avril 1943     | Toulon        | 24 jours  |          |
| 6     | Kptlt. Albrecht Brandi | 31 mai 1943      | Toulon        | 1er juin 1943     | Toulon        | 2 jours   |          |
|       | Kptlt. Albrecht Brandi | 19 juin 1943     | Toulon        | 20 juillet 1943   | Toulon        | 32 jours  |          |
| 7     | Kptlt. Albrecht Brandi | 28 août 1943     | Toulon        | 12 septembre 1943 | Coulé         | 16 jours  | 1 050    |
| Total | Total                  | Total            | Total         | Total             | Total         | 187 jours | 30 389 t |

Note : Oblt. = Oberleutnant zur See - Kptlt. = Kapitänleutnant

### OpérationsWolfpack
L'U-617 opéra avec les Rudeltaktik (meute de loups) durant sa carrière opérationnelle.
- Pfeil (12-22 septembre 1942)
- Blitz (22-26 septembre 1942)
- Tiger (26-30 septembre 1942)
- Delphin (4-10 novembre 1942)
- Wal (10-15 novembre 1942)

## Navires coulés
L'U-617 coula 8 navires marchands totalisant 25 879 tonneaux, 2 navires de guerre totalisant 3 700 tonneaux et 1 navire de guerre auxiliaire de 810 tonneaux au cours des 7 patrouilles (187 jours en mer) qu'il effectua.
| Date              | Nom            | Nationalité | Tonnage | Convoi | Fait  | Localisation         |
| ----------------- | -------------- | ----------- | ------- | ------ | ----- | -------------------- |
| 7 septembre 1942  | Tor II         | Îles Féroé  | 292     | -      | Coulé | 62° 30′ N, 18° 30′ O |
| 23 septembre 1942 | Athelsultan    | Royaume-Uni | 8 882   | SC-100 | Coulé | 58° 42′ N, 33° 38′ O |
| 23 septembre 1942 | Tennessee      | Royaume-Uni | 2 342   | SC-100 | Coulé | 58° 40′ N, 33° 41′ O |
| 24 septembre 1942 | Roumanie       | Belgique    | 3 563   | SC-100 | Coulé | 58° 10′ N, 28° 20′ O |
| 28 décembre 1942  | HMS St Issey   | Royal Navy  | 810     | -      | Coulé | 32° 37′ N, 20° 22′ E |
| 15 janvier 1943   | Annitsa        | Grèce       | 4 324   | -      | Coulé | 33° 02′ N, 21° 58′ E |
| 15 janvier 1943   | Harboe Jensen  | Norvège     | 1 862   | -      | Coulé | 33° 04′ N, 21° 50′ E |
| 1er février 1943  | HMS Welshman   | Royal Navy  | 2 650   | -      | Coulé | 32° 12′ N, 24° 52′ E |
| 5 février 1943    | Corona         | Norvège     | 3 264   | AW-22  | Coulé | 32° 11′ N, 24° 46′ E |
| 5 février 1943    | Henrik         | Norvège     | 1 350   | AW-22  | Coulé | 32° 11′ N, 24° 46′ E |
| 6 septembre 1943  | HMS Puckeridge | Royal Navy  | 1 050   | -      | Coulé | 36° 06′ N, 4° 44′ O  |